# Entoloma kruticianum
Энтолома крутицкая (лат. Entoloma kruticianum) — гриб семейства энтоломовых, порядка агариковых или пластинчатых класса агарикомицетов отдела базидиомицетов. Открыт осенью 2015 года возле деревни Крутицы Старицкого района Тверской области микологами МГУ имени М. В. Ломоносова. Несъедобен. Растет во мхах, преимущественно в еловом лесу